# Simone Bertazzo
Simone Bertazzo (Pieve di Cadore, 19 de agosto de 1982) es un deportista italiano que compitió en bobsleigh en la modalidad doble.
Ganó una medalla de bronce en el Campeonato Mundial de Bobsleigh de 2007, y una medalla de bronce en el Campeonato Europeo de Bobsleigh de 2008.

## Palmarés internacional
| Campeonato Mundial | Campeonato Mundial   | Campeonato Mundial | Campeonato Mundial |
| Año                | Lugar                | Medalla            | Prueba             |
| ------------------ | -------------------- | ------------------ | ------------------ |
| 2007               | Sankt Moritz (Suiza) | Medalla de bronce  | Doble              |
| Campeonato Europeo |                      |                    |                    |
| Año                | Lugar                | Medalla            | Prueba             |
| 2008               | Cesana (Italia)      | Medalla de bronce  | Doble              |